# 南緯35度線
南緯35度線（なんい35どせん）は、地球の赤道面より南に地理緯度にして35度の角度を成す緯線。大西洋、インド洋、オーストララシア、太平洋、南アメリカを通過する。
この緯度の下では、夏至点時の可照時間は14時間31分であり、冬至点時の可照時間は9時間48分である。

## 通過する地域一覧
南緯35度線は、本初子午線から東に向かって以下の場所を通っている。
| 地理座標                                               | 国土・領土・領海   | 備考 |
| ------------------------------------------------------ | ------------------ | --- |
| 南緯35度0分 東経0度0分 / 南緯35.000度 東経0.000度      | 大西洋             | |
| 南緯35度0分 東経20度0分 / 南緯35.000度 東経20.000度    | インド洋           | アガラス岬（ 南アフリカ共和国）のちょうど南を通過。                                                              |
| 南緯35度0分 東経116度28分 / 南緯35.000度 東経116.467度 | オーストラリア     | 西オーストラリア州                                                                                               |
| 南緯35度0分 東経118度12分 / 南緯35.000度 東経118.200度 | インド洋           | |
| 南緯35度0分 東経135度56分 / 南緯35.000度 東経135.933度 | オーストラリア     | 南オーストラリア州 - エアー半島、ティストル島                                                                    |
| 南緯35度0分 東経136度10分 / 南緯35.000度 東経136.167度 | スペンサー湾       | |
| 南緯35度0分 東経136度58分 / 南緯35.000度 東経136.967度 | オーストラリア     | 南オーストラリア州 - ヨーク半島                                                                                  |
| 南緯35度0分 東経137度45分 / 南緯35.000度 東経137.750度 | セントビンセント湾 | |
| 南緯35度0分 東経138度30分 / 南緯35.000度 東経138.500度 | オーストラリア     | 南オーストラリア州 - アデレード市の南を通過。 ビクトリア州 ニューサウスウェールズ州                              |
| 南緯35度0分 東経150度47分 / 南緯35.000度 東経150.783度 | 太平洋             | タスマン海 |
| 南緯35度0分 東経173度9分 / 南緯35.000度 東経173.150度  | ニュージーランド   | 北島 |
| 南緯35度0分 東経173度57分 / 南緯35.000度 東経173.950度 | 太平洋             | |
| 南緯35度0分 西経72度11分 / 南緯35.000度 西経72.183度   | チリ               | |
| 南緯35度0分 西経70度21分 / 南緯35.000度 西経70.350度   | アルゼンチン       | コルドバ州とラ・パンパ州の州境となる緯線である。                                                                 |
| 南緯35度0分 西経57度35分 / 南緯35.000度 西経57.583度   | 大西洋             | ラプラタ川 - モンテビデオ市の南を通過（ ウルグアイ）。 プンタ・デル・エステとロボス島の間を通過（ ウルグアイ）。 |